# Чада, Ростислав
Ростислав Ча́да (чеш. Rostislav Čada; род. 31 мая 1954, Брно) — чехословацкий и чешский хоккеист, тренер.

## Биография
Хоккеем начал заниматься в родном Брно. Выступал защитником за чехословацкие команды ЗКЛ / «Зетор» (Брно, 1974, 1977—1980), «Дукла» (Йиглава, 1975, 1976), VTJ (Вышков, 1981), «Ждяр-над-Сазавоу».
Карьеру тренера начал в 1984 году и 10 лет работал в детском хоккее.
Работал:
- главным тренером молодёжных команд «Амбри-Пиотта» (Швейцария), «Клотен» (Швейцария);
- ассистентом главного тренера в ХК «Кралове поле», «Комета» (Брно), «Амбри-Пиотта» (Швейцария);
- главным тренером ХК «Аскона» (Швейцария), «Амбри-Пиотта» (Швейцария), ХК «Пльзень» (Чехия), ХК «Комета» (Брно, Чехия), ХК «Слован» (Братислава, Словакия), ХК «Кошице» (Кошице, Словакия).[2]

Тренерские достижения:
- Континентальный кубок 1999 г. (Амбри);
- Чемпион Словакии 2010 г. и 2011 г. (ХК «Кошице»).[2]

В межсезонье 2011 года становится главным тренером омского «Авангарда». Контракт подписан по схеме «2+1». 12 декабря 2011 г. Чада был отправлен в отставку. На тот момент «Авангард» занимал третье место в Восточной конференции КХЛ.

## Статистика

### Главный тренер
(данные до 2006 г. не приведены)
Последнее обновление: 08 декабря 2014 года
| Команда      | Турнир-сезон | Регулярный сезон | Регулярный сезон | Регулярный сезон | Регулярный сезон | Регулярный сезон | Регулярный сезон | Регулярный сезон | Регулярный сезон        | Плей-офф             | Плей-офф             | Плей-офф              |
| Команда      | Турнир-сезон | И                | В                | ВО/ВБ            | Н                | ПО/ПБ            | П                | О                | Результат               | В                    | П                    | Результат             |
| ------------ | ------------ | ---------------- | ---------------- | ---------------- | ---------------- | ---------------- | ---------------- | ---------------- | ----------------------- | -------------------- | -------------------- | --------------------- |
| Слован       | С-ЭЛ 2006-07 | ?                | ?                | ?                | -                | ?                | ?                | ?                | уволен                  | -                    | -                    | -                     |
| Комета Брно  | ЧЛ-1 2006-07 | ?                | ?                | ?                | -                | ?                | ?                | ?                | 5 место                 | 0                    | 4                    | Вылетели в 1/4 финала |
| Комета Брно  | ЧЛ-1 2007-08 | ?                | ?                | ?                | -                | ?                | ?                | ?                | уволен                  | -                    | -                    | -                     |
| Кошице       | С-ЭЛ 2007-08 | ?                | ?                | ?                | -                | ?                | ?                | ?                | 2 место                 | 11                   | 8                    | Проиграли в финале    |
| Амбри-Пиотта | ШНЛ 2008-09  | ?                | ?                | ?                | -                | ?                | ?                | ?                | 11 место                | -                    | -                    | Не попали в плей-офф  |
| Кошице       | С-ЭЛ 2009-10 | ?                | ?                | ?                | -                | ?                | ?                | ?                | 3 место                 | 12                   | 4                    | 1 место               |
| Кошице       | С-ЭЛ 2010-11 | 57               | 38               | 10               | -                | 3                | 6                | 137              | 1 место                 | 12                   | 2                    | 1 место               |
| Авангард     | КХЛ 2011-12  | 33               | 15               | 4                | -                | 3                | 11               | 56               | уволен (3-е на Востоке) | -                    | -                    | -                     |
| Слован       | КХЛ 2012-13  | 52               | 17               | 11               | -                | 5                | 19               | 78               | 6-е на Западе           | 0                    | 4                    | Уступили в 1/8 финала |
| Слован       | КХЛ 2013-14  | 54               | 15               | 9                | -                | 4                | 26               | 67               | 11-е на Западе          | не попали в плей-офф | не попали в плей-офф | не попали в плей-офф  |
| Слован       | КХЛ 2014-15  | 6                | 3                | 0                | -                | 1                | 2                | 10               | отставка                | -                    | -                    | -                     |